# Orden der Vernunft
Der Orden der Vernunft,  L’ Ordre de la Raison, war ein spanischer Ritterorden.
Stifter war der König von Kastilien  Juan I. Das Stiftungsjahr war 1379. Der Orden kann als ein militärischer Verdienstorden  für Leistungen im Kriegshandwerk angesehen werden.
Die Geehrten erhielten eine Lanze mit einem Fähnlein und wurden durch diese Geste zu Bannerherren mit vollen Rechten.
Es gibt auch an der Existenz des Ordens zweifelnde Autoren.
Der englische Orden von der Taube wird auch Orden der Vernunft genannt.